# 박성훈 (희극인)
박성훈(1986년 1월 23일 ~ )은 대한민국의 코미디언이다.